# Dornier Do 228
Dornier 228 je německý dvoumotorový turbovrtulový dopravní hornoplošník kategorie STOL pro 15 až 20 cestujících, přímo odvozený z předchozích konstrukcí společnosti Dornier.

## Vznik

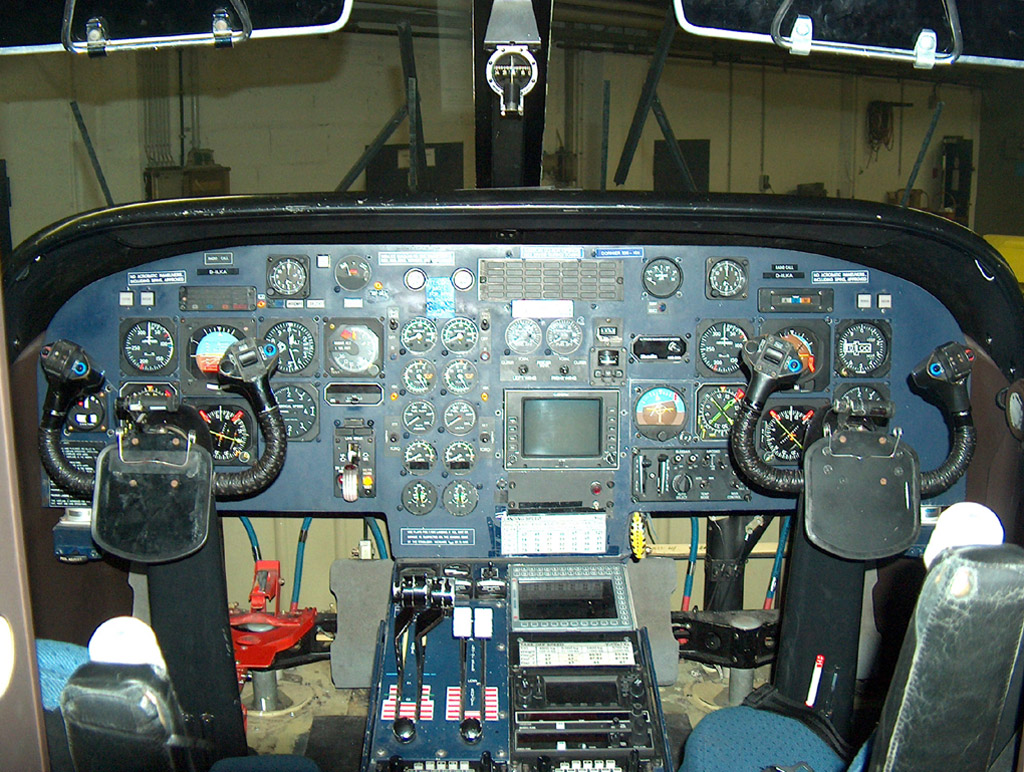
Dvoumístný kokpit letounu Dornier Do 228 (D-ILKA, LGW)

Vývoj letounu byl zahájen v létech 1975–76, kdy byl vypracován projekt nového křídla se superkritickým profilem Dornier Do A-5. Nosná plocha se pak pod označením TNT (Tragflügel Neuer Technologie) testovala na upraveném letadle Dornier Do 28 Skyservant. Krátce po prvním letu 14. července 1979 upraveného Do 28D2, bylo 27. listopadu rozhodnuto o stavbě dopravního Dornieru 228, vybaveného křídlem TNT. Během konstrukčních a vývojových prací v roce 1980 Dornier oznámil svůj záměr při příležitosti letecké výstavy v Hannoveru.

## Vývoj

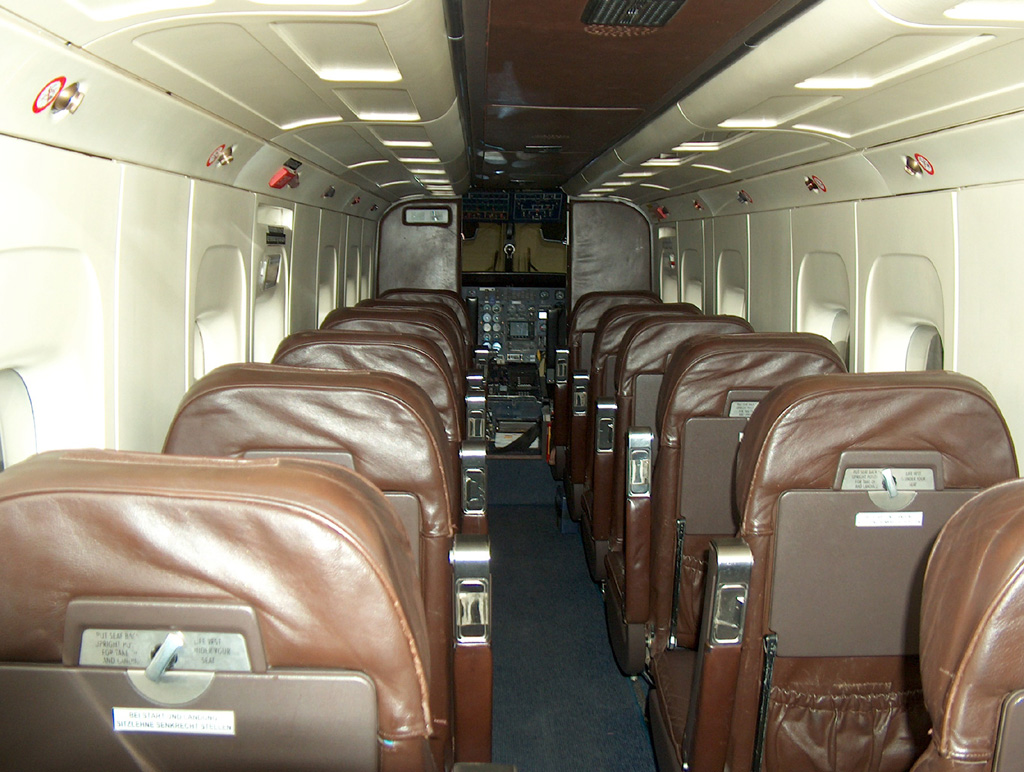
Kabina cestujících letounu Dornier Do 228 (D-ILWB, LGW)

První dohotovený letoun 228-100 (imatrikulace D-IFNS, výr. č. 4358) pro 15 cestujících byl zalétán 28. března 1981 v Oberpfaffenhofenu, první 228-200 (D-ICDO, 4359) pro 19 cestujících měl premiérový let 9. května 1981.
Na počátku sériové výroby byl Dornier 228 nabízen ve dvou základních verzích. Typ 228-100 o délce 15,04 m a 228-200 o délce 16,56 m. Za pohon vybrala společnost Dornier osvědčené jednohřídelové turbovrtulové motory Garret AiResearch TPE-331-5-252D o výkonu po 533 kW. Standardní vrtule jsou celokovové čtyřlisté stavitelné Hartzell.
V nákladní variantě může Dornier 228 přepravovat až 2297 resp. 2163 kg nákladu, nebo ve smíšené verzi přepravovat cestující společně se zbožím. Další využití představuje námořní hlídkování, leteckou kalibraci pozemních systémů, sanitní lety, fotogrammetrii, průzkum a výcvik osádek. Verze 228-101 a 228-201 se zesíleným podvozkem mají zvýšenou vzletovou hmotnost z 5700 kg na 5980 kg. Tyto varianty včetně výsadkářské 228-201M s vyhledávacím radiolokátorem Marec II vyráběla v licenci indická společnost Hindustan Aeronautics v Kánpuru. Hlavními odběrateli se stal přepravce Regional Air Service, letectvo indické Pobřežní stráže, vojenské námořnictvo a indické vojenské letectvo.
V roce 1986 byla zahájena výroba verze 228-202 s maximální vzletovou hmotností 6200 kg a v roce 1989 modernizované 228-212 s novou avionikou a dalším zesílením podvozku.
Po ukončení výroby Do 228 v mateřském podniku, jejímž důvodem bylo začlenění společnosti Dornier do Deutsche Aerospace AG, byl v německé pobočce švýcarského holdingu RUAG v Oberpfaffenu/Wesslingu zahájen v říjnu 2007 program obnovení produkce modernizované verze Do 228-200. Nový letoun označený RUAG Do 228 NG (New Generation) (D-CNEU ex PH-MNZ, 8206) poprvé vzlétl 5. listopadu 2009. Inovací prošel interiér pro 19 cestujících, zesílený podvozek, navigační a komunikační systém a nově byl instalován skleněný kokpit. Novinkou byly rovněž pětilisté stavitelné vrtule MT Propeller na motorech Garret TPE 331-10 o maximálním výkonu po 579 kW.

## Nasazení

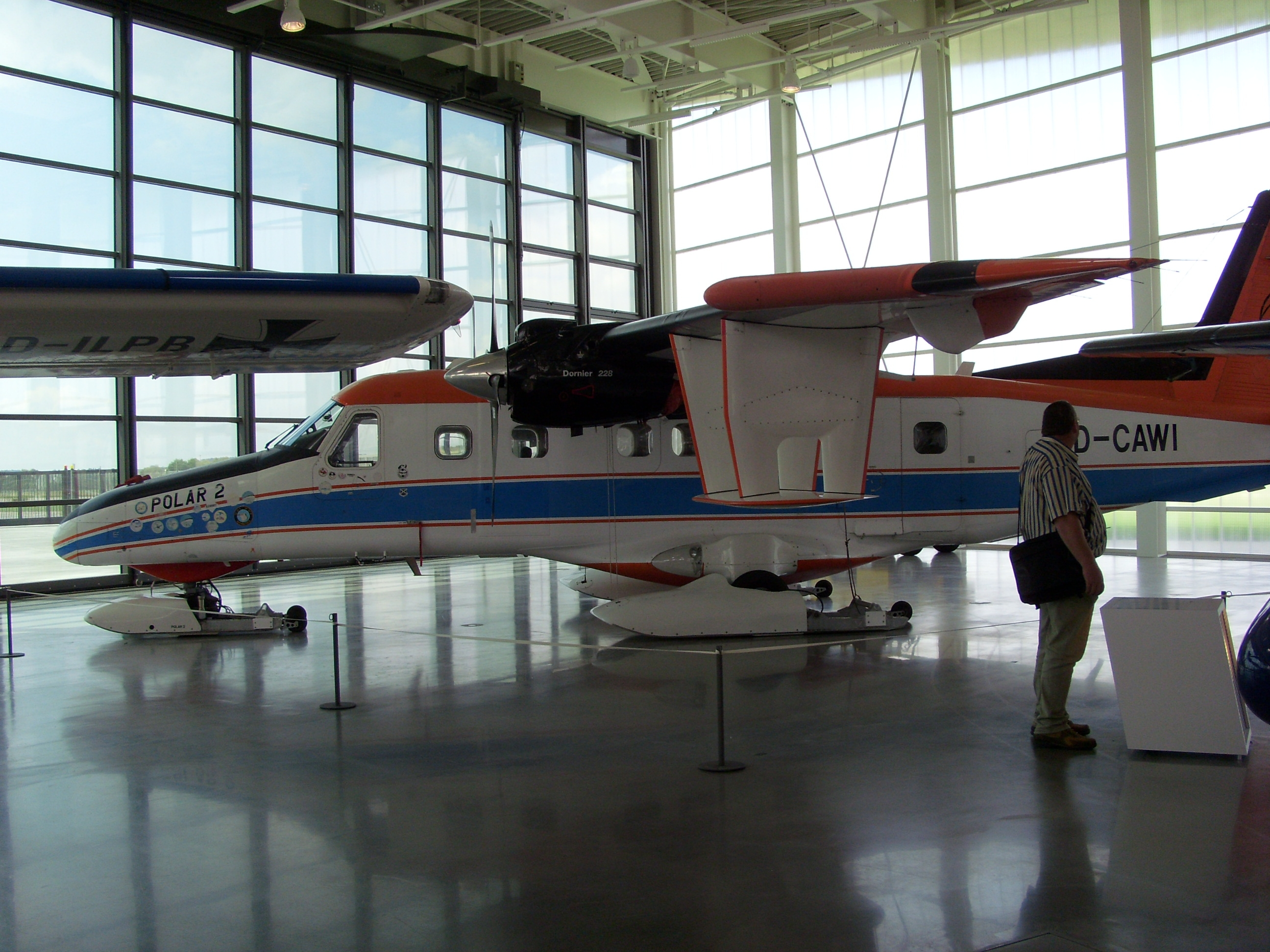
Dornier 228-100 (D-CAWI, „Polar 2“), Dornier-Museum Friedrichshafen

Prvním zákazníkem se stala norská regionální letecká společnost AS Norving Flyservice, která jej nasadila od července 1982 na vnitrostátní linky i na spojení Trondheimu se švédským Sundsvallem a finskou Vaasou.
K dalším odběratelům se zařadil dopravce z tehdejší NSR Delta Air, řecký Olympic Aviation, Air Hudik (Švédsko), Precision Airlines z USA, Japan Air Commuter (Japonsko) a další provozovatelé z Austrálie, Malajsie, Bhútánu, Botswany, Keni, Nigérie, Indie a Švýcarska.
Dornier 228-100 pojmenovaný „Polar 2“ byl od prosince 1983 používán německými výzkumníky Institutu Alfreda Wegenera pro polární výzkum v Antarktidě. Letoun měl speciální pevný podvozek kombinovaný s koly a hydraulicky zdvihanými lyžemi pro provoz z VPD i zasněžených ploch. Interiér byl přizpůsoben pro nesení detektorů pro měření síly ledu, speciální kamery pro mapování a zařízení pro zjišťování magnetických anomálií pod ledem. Před dodáním institutu byl letoun důkladně testován v Grónsku.
První společností, která zakoupila modernizovaný Do 228NG, se v září 2010 stala japonská New Central Aviation. Dva stroje pořídily také aerolinky Aurigny z Normanských ostrovů.

## Specifikace (Do 228-200)

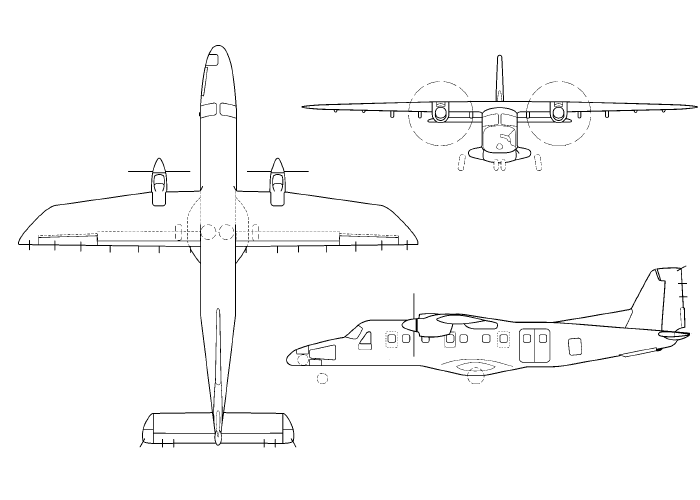
Třípohledový nákres

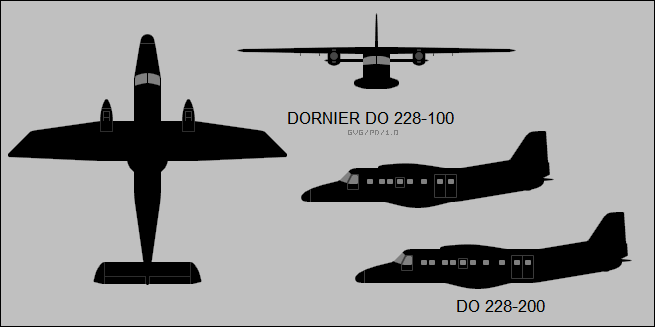
Dornier Do 228-100 a -200

Údaje podle

### Technické údaje
- Osádka:
- Kapacita:
- Rozpětí: 16,97 m
- Délka: 16,56 m
- Výška: 4,86 m
- Nosná plocha: 32,0 m²
- Hmotnost prázdného letounu: 3066 kg
- Maximální vzletová hmotnost: 5700 kg
- Pohonná jednotka:

### Výkony
- Maximální rychlost: 472 km/h
- Maximální cestovní rychlost: 432 km/h
- Maximální stoupavost: 10,4 m/s
- Dostup: 9020 m
- Dolet: 1150 km
- Délka vzletu: 579 m
- Délka přistání: 600 m